# نادي فاردار لكرة اليد
نادي فاردار لكرة اليد هو نادي كرة يد في مقدونيا تأسس في سنة 1961. يلعب في الدوري المقدوني لكرة اليد. تبلغ سعة ملعبه 7500 متفرجا.

## الإنجازات
- الدوري :
  - 1998–99، 2000–01، 2001–02، 2002–03، 2003–04، 2006–07، 2008–09، 2012–13، 2014-15 و2015-16